# 大阪市立長谷川小学校・中学校
大阪市立長谷川小学校・中学校（おおさかしりつ はせがわしょうがっこう・ちゅうがっこう）は、大阪府柏原市にある公立の小学校および中学校である。
児童養護施設「大阪市立長谷川羽曳野学園」を併設し、同学園に入所する児童・生徒らが通う。小学校・中学校・児童養護施設が同一敷地内に併設されている。
柏原市に所在する学校であるが、後述（「沿革」を参照）の経緯により、大阪市立の中学校として扱われる。かつては大阪市東住吉区の公立中学校の分校であったという歴史的経緯から、大阪市の学校事務上では東住吉区所属扱いとなる。なお、大阪市立の学校で大阪市外に設置している例としては、他には枚方市にある大阪市立高等学校があった（2022年度に大阪府に移管され、大阪府立いちりつ高等学校に改称）。

## 沿革
大正期以降、大阪市では都市化の進展により「煙の都」とも形容されるほど住環境が悪化、この影響で虚弱児童も増加していた。対策として一部の学校が「郊外学舎」と呼ばれる校舎を郊外に設置したほか、特定の学校には属さず独立の立場で各校から虚弱児を受け入れる「郊外学園」という形態の学校も設けられた。長谷川小学校の起源となった長谷川郊外学園もその一つで、大阪市天王寺区に在住していた長谷川源治郎が1939年（昭和14年）、南河内郡国分村（現在の柏原市）に所有していた土地・建物を大阪市に寄付したことが、学校の始まりとなっている。
第二次世界大戦前は病弱児童への教育をおこなう学校だった。しかし終戦直後に同学園で戦災孤児などを収容したことから、戦後には家庭環境に恵まれない児童らに対して教育をおこなう学校へと転換している。

### 年表
- 1939年
  - 2月 - 長谷川源治郎が土地と建物を大阪市に寄付。
  - 7月 - 大阪市立長谷川郊外学園を設置[3]。
- 1947年 - 大阪市立東住吉第一中学校（現・大阪市立摂陽中学校）分校として、中等部を設置。
- 1948年 - 大阪市立羽曳野学園を設置。大阪市立郊外長谷川小学校・大阪市立郊外長谷川中学校と改称。
- 1950年 - 学校に隣接する玉手山の地滑りにより、一時避難。
- 1983年 - 大阪市立長谷川羽曳野学園への移行に伴い、現校名となる。

## 交通
- 近鉄南大阪線・近鉄道明寺線 道明寺駅 南東へ約1.2km。
- 近鉄大阪線 河内国分駅 南西へ約1.5km。